# 岡将男
岡 将男（岡 將男、おか まさお、1954年7月6日 - ）は、日本の実業家。NPO法人公共の交通ラクダ（RACDA）会長。元中国食品工業代表取締役社長。

## 来歴
1954年7月、佃煮店の長男として岡山県岡山市に生まれる。幼い頃から、鉄道模型や旅客機に興味を持つ。高校は岡山朝日高校へ進学。学生時代は、鉄道模型製作に明け暮れた。その後、東京大学経済学部へ進む。大学卒業後、家業の中国食品工業へ就職。以来、常務取締役。代表取締役社長へ昇進する。
昭和50年代、営業で全国を回っていた際、「岡山」の知名度が低いことに寂しさや辛さを味わった事が、街づくりを考える原点となる。1986年、国鉄ホバークラフトの京橋就航、旧岡山空港（現・岡南飛行場）の存続を働きかける運動を母体として、未来デザイン委員会を発足させる。
1987年、内田百閒生誕百周年運動を始め、百鬼園倶楽部を発足。活動の一環として1988年にはJRと交渉を行い、故郷阿房列車を初運行し、1989年、著書・『岡山の内田百閒』を刊行する。その後も故郷阿房列車の運行は続けられた。
備前岡山京橋朝市の実行委員として、1989年9月の初開催に尽力した。
路面電車を中心に岡山の未来の街づくりを多面的に考える市民団体として、1995年7月、市民団体「路面電車と都市の未来を考える会（RACDA）」を設立。自ら理事長として、バスマップの製作、岡山電気軌道での低床型路面電車の導入などに尽力した。また、富山県の万葉線存続運動などにも関りがある。

## 著書
- 『岡山の内田百閒』（岡山文庫 137）日本文教出版、1989年。[2]ISBN 4-821251-37-X
- 『古代吉備歴史小説 勾玉の首飾り』ビジネスセミナー、1992年4月号～1994年5月号。[2]
- 共著「路面電車とまちづくり」学芸出版社　1999年。
- 共著「バスマップの底力」クラッセ
- 共著「環境自治体白書2011年度」
- 共著「脱原発の市民戦略」緑風出版、2012
- 共著『卑弥呼は近江か出雲か吉備か』
- 『クリーンモバイル都市岡山をめざして1』RACDA2013
- 『吉備邪馬台国東遷説』吉備人出版 2014年
- 共著『卑弥呼と邪馬台国』TVせとうち
- 共著「中国地方の鉄道探見」
- 『クリーンモバイル都市岡山をめざして2』　RACDA2015
- 『吉備邪馬台国東遷説』吉備人出版　2014年
- 『クリーンモバイル都市岡山をめざして3』　RACDA2023
- 共著「卑弥呼と邪馬台国」、共著「中国地方の鉄道探見」。